# Яценків Володимир-Маріян

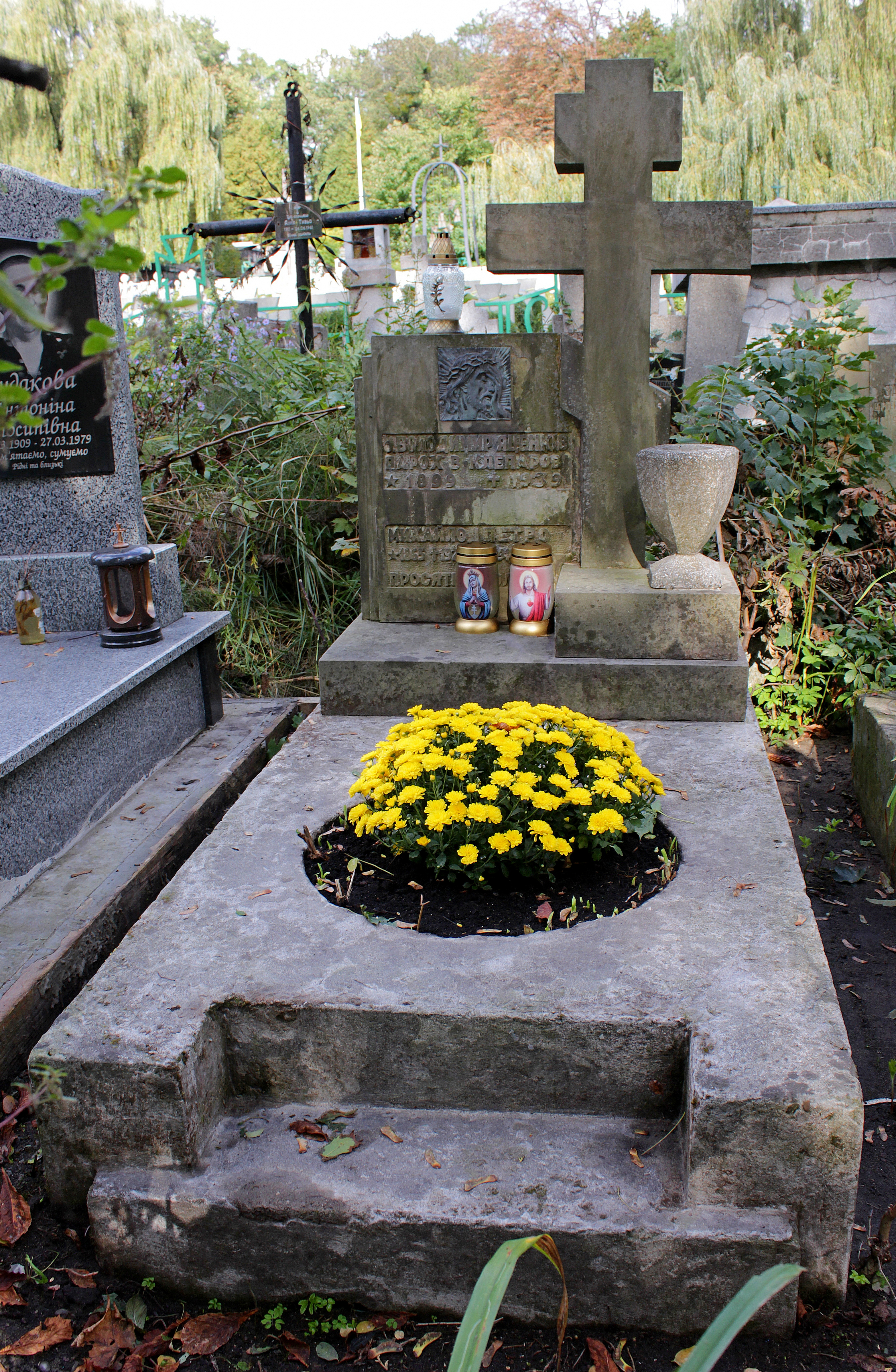

Отець Володимир-Маріян Яценків (16 січня 1899, Львів — 1 грудня 1938, там само) — священник УГКЦ, парох Клепарова у 1926—1938 роках.

## Життєпис
Був сином Михайла, міщанина у Львові, і Марії-Бронислави з роду Бартошевських.

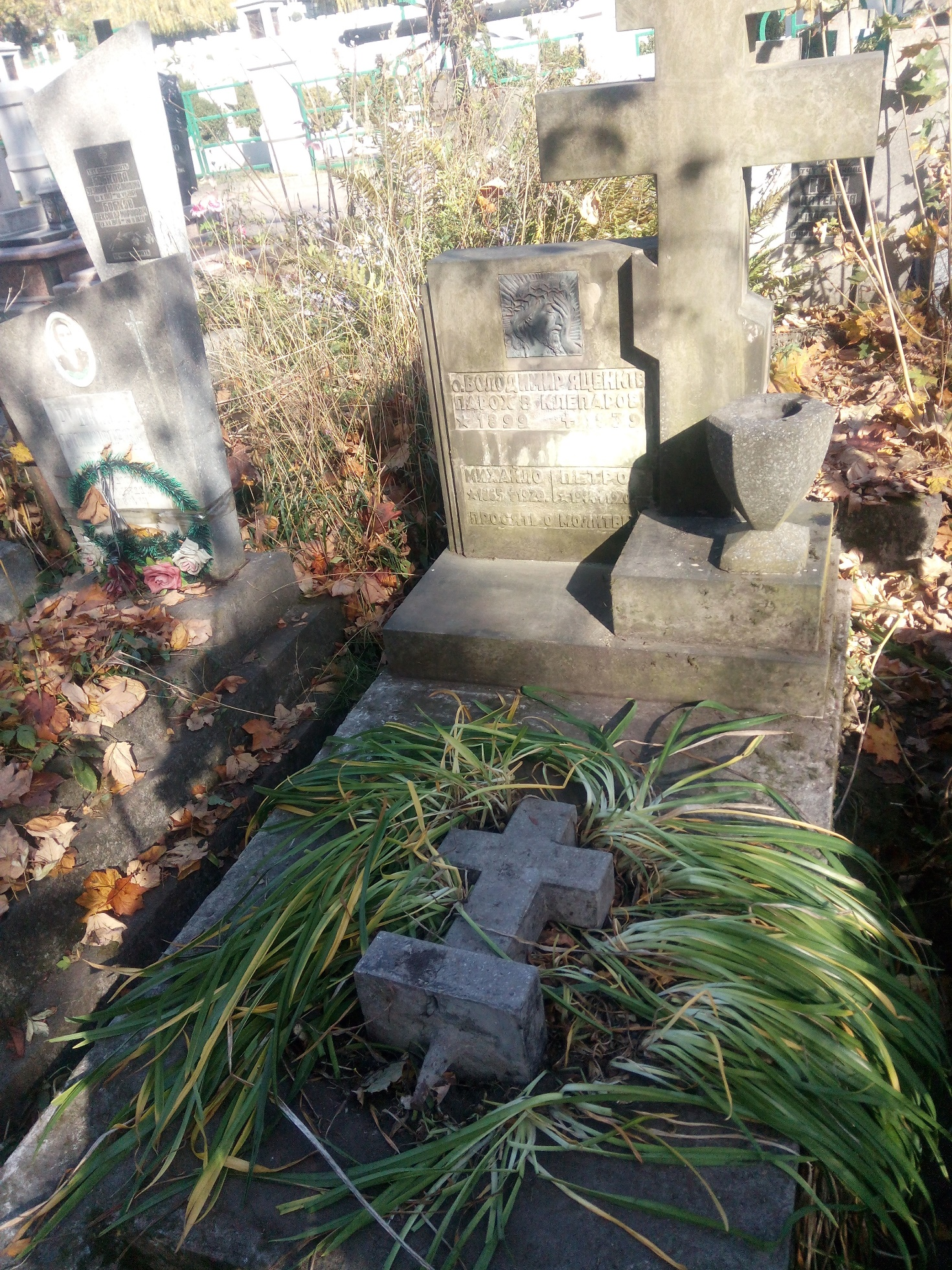
Могила о. Володимира-Маріяна Яценківа, Янівський цвинтар, поле 39.

Закінчив чотири класи народної школи і вісім класів у філії Львівської академічної гімназії, де в 1917 році склав іспит зрілості. Від 1917 до 1918 року служив при австрійському війську в полку кінної артилерії на російському та італійському фронтах. В кінці жовтня 1918 р. як хорунжий потрапив в італійський полон, де пробув до серпня 1920 р. Від серпня до жовтня 1920 р. перебував у таборі українського Червоного хреста в Лебрінгу (Австрія) і українському робітничому таборі у Рейхенбергу (Баварія).
У жовтні 1920 р. повернувся до Львова і вступив до Львівської духовної семінарії, яку закінчив у червні 1924 р. З 1 липня того ж року був секретарем Марійського Товариства Молоді (академічної групи).
4 червня 1925 р. одружився з Романою де Остою Стеблецькою, донькою Рафаїла, радника австрійського двору. Мали сина Ореста.
Отримав піддияконські свячення 31 січня 1926 р. Був висвячений на диякона 7 лютого 1926 р. Рукоположений на священника Високопреосвященним митрополитом Андреєм (Шептицьким) в Архикатедральному Соборі святого Юра 14 лютого 1926 р. Того ж року призначений на парохію до Клепарова, про що свідчить напис на надгробній плиті.
Помер у 1 грудня 1938 р. у Львові. Похований на Янівському цвинтарі, поле 39 (якщо стояти спиною до поховання Січових Стрільців то могила о. Володимира знаходиться у другому або третьому ряді зліва).